# Radical 118
El radical 118, representado por el carácter Han 竹, es uno de los 214 radicales del diccionario de Kangxi. En mandarín estándar es llamado 竹部, (zhú bù, «radical “bambú”»); en japonés es llamado 竹部, ちくぶ (chikubu), y en coreano 죽 (juk). 
El radical «bambú» aparece siempre en la parte superior de los caracteres que clasifica, tomando la forma variante ⺮. Los caracteres clasificados bajo el radical 118 comúnmente tienen significados relacionados con el bambú o con objetos hechos de madera de bambú. Como ejemplo de lo anterior están: 筥, «canasta»; 箱, «caja»; 笛, «flauta».

## Nombres populares
- Mandarín estándar: 竹字頭, zhú zì tóu, «carácter “bambú” en la parte superior».
- Coreano: 대죽부, dae juk bu, «radical juk-bambú».
- Japonés:　竹（たけ）, take, «bambú» ; 竹冠（たけかんむり）, takekanmuri, «“bambú” en la parte superior del carácter».[1]
- En occidente: radical «bambú».

## Galería
| Estilos antiguos                                 | Estilos antiguos                  | Estilos antiguos                        | Estilos antiguos                   | Estilos antiguos                   | Estilos empleados actualmente       | Estilos empleados actualmente  | Estilos empleados actualmente    | Estilos empleados actualmente   | Estilos empleados actualmente  |
|                                                  |                                   |                                         |                                    |                                    |                                     | 竹                             | 竹                               |                                 |                                |
| 甲骨文 jiǎgǔwén (escritura de huesos oraculares) | 金文 jīnwén (escritura de bronce) | 简帛 jiǎnbó (escritura de bambú y seda) | 篆文 zhuànwén (escritura de sello) | 篆文 zhuànwén (escritura de sello) | 隸書 lìshū (estilo de los escribas) | 楷書 kǎishū (estilo regular)   | 楷書 kǎishū (estilo regular)     | 行書 xǐngshū (estilo corriente) | 草書 cǎoshū (estilo de hierba) |
| 甲骨文 jiǎgǔwén (escritura de huesos oraculares) | 金文 jīnwén (escritura de bronce) | 简帛 jiǎnbó (escritura de bambú y seda) | 大篆 dàzhuàn (sello grande)        | 小篆 xiǎozhuàn (sello pequeño)     | 隸書 lìshū (estilo de los escribas) | 繁體／繁体 fántǐ (tradicional) | 简体／簡體 jiǎntǐ (simplificado) | 行書 xǐngshū (estilo corriente) | 草書 cǎoshū (estilo de hierba) |

## Caracteres con el radical 118

| trazos | carácter |
| ------ | --- |
| + 0    | 竹 ⺮ |
| + 2    | 竺 竻 |
| + 3    | 竼 竽 竾 竿 笀 笁 笂 笃 |
| + 4    | 笄 笅 笆 笇 笈 笉 笊 笋 笌 笍 笎 笏 笐 笑 笒 笓 笔 笕                                                                         |
| + 5    | 笖 笗 笘 笙 笚 笛 笜 笝 笞 笟 笠 笡 笢 笣 笤 笥 符 笧 笨 笩 笪 笫 第 笭 笮 笯 笰 笱 笲 笳 笴 笵 笶 笷 笸 笹 笺 笻 笼 笽 笾    |
| + 6    | 笿 筀 筁 筂 筃 筄 筅 筆 筇 筈 等 筊 筋 筌 筍 筎 筏 筐 筑 筒 筓 答 筕 策 筗 筘 筙 筚 筛 筜 筝                                  |
| + 7    | 筞 筟 筠 筡 筢 筣 筤 筥 筦 筧 筨 筩 筪 筫 筬 筭 筮 筯 筰 筱 筲 筳 筴 筵 筶 筷 筸 筹 筺 筻 筼 筽 签 筿 简 節                   |
| + 8    | 箁 箂 箃 箄 箅 箆 箇 箈 箉 箊 箋 箌 箍 箎 箏 箐 箑 箒 箓 箔 箕 箖 算 箘 箙 箚 箛 箜 箝 箞 箟 箠 管 箢 箣 箤 箥 箦 箧 箨 箩 箸 |
| + 9    | 箪 箫 箬 箭 箮 箯 箰 箱 箲 箳 箴 箵 箶 箷 箹 箺 箻 箼 箽 箾 箿 篁 篂 篃 範 篅 篆 篇 篈 篊 篋 篌 篍 篎 篏 篐 篑 篒 篓          |
| + 10   | 築 篔 篕 篖 篗 篘 篙 篚 篛 篜 篝 篞 篟 篠 篡 篢 篣 篤 篥 篦 篧 篨 篩 篪 篫 篬 篭 篮 篯 簑 簒                                  |
| + 11   | 篰 篱 篲 篳 篴 篵 篶 篷 篸 篹 篺 篻 篼 篽 篾 篿 簀 簁 簂 簃 簄 簅 簆 簇 簈 簉 簊 簋 簌 簍 簎 簏 簐 簓 簔 簕 簖 簗             |
| + 12   | 簘 簙 簚 簛 簜 簝 簞 簟 簠 簡 簢 簣 簤 簥 簦 簧 簨 簩 簪 簫 簬 簭 簮 簯 簰 簱 簲                                              |
| + 13   | 簳 簴 簵 簶 簷 簸 簹 簺 簻 簼 簽 簾 簿 籀 籁 籂                                                                               |
| + 14   | 籃 籄 籅 籆 籇 籈 籉 籊 籋 籌 籍 籎 籏                                                                                        |
| + 15   | 籐 籑 籒 籓 籔 籕 籖 |
| + 16   | 籗 籘 籙 籚 籛 籜 籝 籞 籟 籠 籡                                                                                              |
| + 17   | 籢 籣 籤 籥 籦 籧 籨 |
| + 18   | 籩 籪 |
| + 19   | 籫 籬 籭 籮 |
| + 20   | 籯 籰 |
| + 24   | 籱 |
| + 26   | 籲 |